# Georg Hammer
Georg Hammer (Kristiansund, 11 dicembre 1950) è un allenatore di calcio ed ex calciatore norvegese, di ruolo difensore.

## Carriera

### Giocatore

#### Club
Hammer cominciò la carriera con la maglia dello Skeid, con cui vinse la Coppa di Norvegia 1974. Nel 1977 passò al Lillestrøm, dove rimase fino al 1979: in questo triennio, vinse un campionato e altre due Coppe di Norvegia. Si trasferì allora al Kristiansund, formazione militante nella 2. divisjon. Tornò al Lillestrøm nel 1982, rimanendovi fino al 1986 e vincendo un altro campionato e un'altra Coppa di Norvegia.

#### Nazionale
Hammer conta 7 presenze e 3 reti per la Norvegia. Esordì il 16 maggio 1979, schierato titolare nel pareggio a reti inviolate contro l'Irlanda. Il 31 maggio successivo arrivò la sua prima rete, in una vittoria per 2-1 ancora sull'Irlanda.

### Allenatore
Nel 1989, fu allenatore del Lyn Oslo.

## Palmarès

### Club

#### Competizioni nazionali
- Coppa di Norvegia: 4

Skeid: 1974
Lillestrøm: 1977, 1978, 1985
- Campionato norvegese: 2

Lillestrøm: 1977, 1986